# The Fight for Life
Pour plus de détails, voir Fiche technique et Distribution.
The Fight for Life (docudrama) est un film américain réalisé par Pare Lorentz, sorti en 1940.

## Fiche technique
- Titre : The Fight for Life
- Réalisation : Pare Lorentz
- Scénario : Pare Lorentz
- Photographie : Floyd Crosby
- Musique : Louis Gruenberg
- Pays d'origine :  États-Unis
- Format : Noir et blanc - 1,37:1 - Mono
- Genre : drame
- Date de sortie : 1940

## Distribution
- Myron McCormick : l'interne
- Storrs Haynes : Professeur
- Will Geer : Professeur
- Dudley Digges : Docteur
- Dorothy Adams : la jeune femme